# Elk Grove Village
Elk Grove Village é uma aldeia localizada no estado americano de Illinois, no Condado de Cook e Condado de DuPage. A vila foi fundada em século XIX.

## Demografia
Segundo o censo americano de 2000, a sua população era de 34.727 habitantes.
Em 2006, foi estimada uma população de 33.666, um decréscimo de 1061 (-3.1%).

## Geografia
De acordo com o United States Census Bureau tem uma área de 28,8 km², dos quais 28,6 km² cobertos por terra e 0,2 km² cobertos por água.

## Localidades na vizinhança
O diagrama seguinte representa as localidades num raio de 8 km ao redor de Elk Grove Village.

## Filhos Ilustres
- Billy Corgan